# حطام نباتي

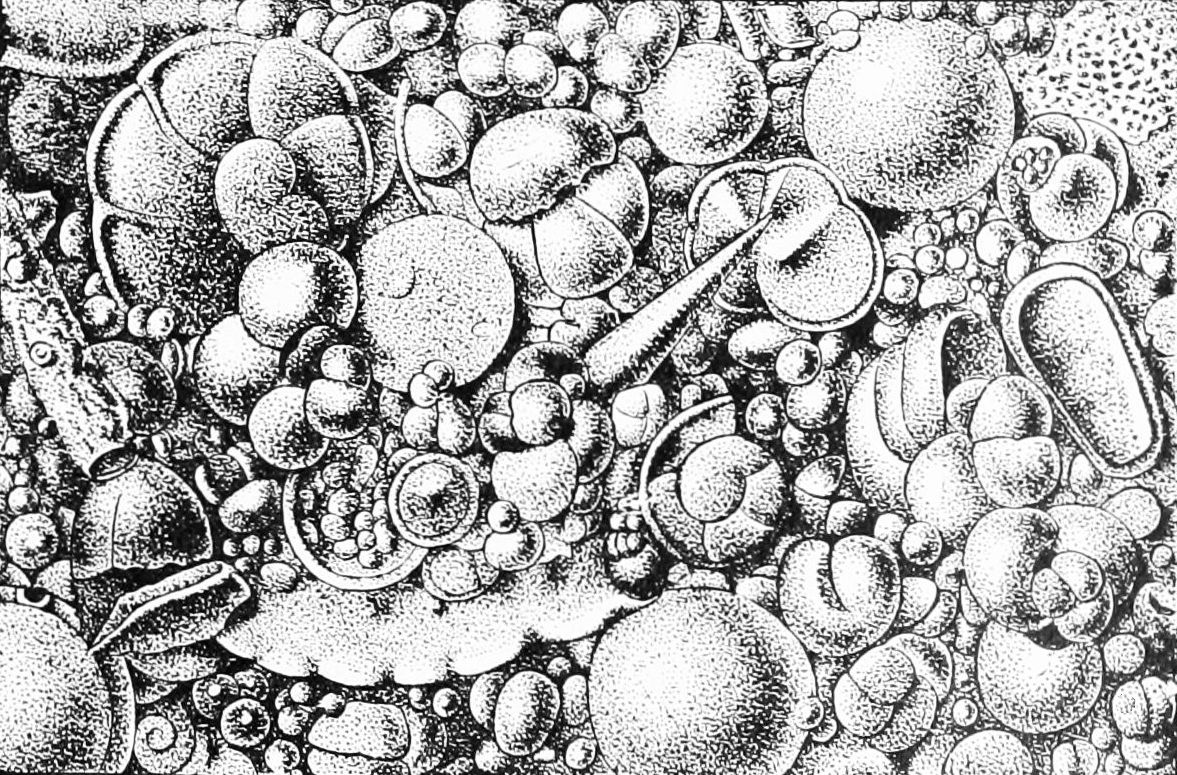
رسم من المجلة العلمية الشعبية، 1893-18941

حطام نباتي (بالإنجليزية: Phytodetritus)‏. في علم المحيطات هي الجسيمات العضوية الناتجة عن العوالق النباتية وغيرها من المواد العضوية في المياه السطحية التي تسقط في قاع البحر.
وتجري هذه العملية بشكل مستمر تقريبا مثل «ثلوج بحرية» من الجسيمات النازلة، وتتراوح بمعدل يتراوح بين 100 و 150 مترا (328 إلى 492 قدما) في اليوم. في ظل ظروف معينة، قد تتجمع العوالق النباتية وتسقط بسرعة من خلال عمود الماء للوصول قليلا تغيرت في قاع البحر. وتحدث هذه التدفقات أحيانا موسمية أو دورية، وترافق أحيانا مع ازدهار الطحالب وقد تشكل الجزء الأكبر من المادة العضوية الهابطة. الحطام النباتي يختلف في اللون والمظهر وقد تكون خضراء، او بنية أو رمادية ، انها تضم بقايا مجهرية من الدياتومات، السوطيات العوالق الحيوية،القشريات البيض والتبديلات، بذيرات جيرية المنخريات وغيرها من العوالق.